# Брвинув
Брвинув (пол. Brwinów)  —  город  в Польше, входит в Мазовецкое воеводство,  Прушковский повят. Расположен в 25 км от столицы - Варшавы.  Имеет статус городско-сельской гмины. Занимает площадь 10,06 км². Население — 11 743 человек (на 2004 год).